# Chimbote
Chimbote è una città del Perù di circa 350 000 abitanti, posta sulla costa davanti alla baia di Chimbote.
È il centro di pesca più importante del Perù.
Situata sulla costa centro-settentrionale del Perù, è il capoluogo della provincia di Santa, nell'angolo nord-occidentale della regione di Ancash. Si trova vicino all'oceano Pacifico e al porto di El Ferrol, alla foce del fiume Lacramarca.
Chimbote è conosciuta per la sua attività portuale e per l'industria della pesca e dell'acciaio.
A metà del XX secolo, divenne il più grande porto di pesca al mondo per produzione.
Insieme con Nuevo Chimbote formano un'unica area metropolitana, che nel 2007 era l'ottava città più popolosa del Perù e la prima nella regione di Ancash.

## Etimologia
Il vocabolo Chimbote è registrato molto presto nell'epoca coloniale, nel 1774, tuttavia, il suo significato è rimasto sconosciuto fino ad oggi.

## Storia
Il territorio su cui oggi sorge Chimbote è stato popolato dai Moche, Wari, Recuay, Chimú e Inca, come testimoniano i siti archeologici di Punkurí, Pañamarca, Huaca San Pedro, El Castillo, San José de Moro. Si pensa che il gruppo etnico che abitava questa terra, i Mayao, siano stati dispersi e decimati dopo la Conquista dell'America.
Nel 1774, nel libro Introduzione e descrizione delle province appartenenti all'arcivescovado di Lima di Cosme Bueno appare per la prima volta il nome di Chimbote. Il riferimento dice che l«'ex Villa de Santa María de la Parrilla (Santa) è divenuta un villaggio di pescatori chiamato Chimbote».
L'etnografia cita i primi coloni e pescatori della località di Huanchaco, a est di Trujillo.
In una breve "Storia di Chimbote" da Enrique Olivera Arroyo, ci sono un paio di parole che riferiscono al nome di Chimbote.
L'autore dice che in una mappa dei pirati prodotta da Basil Ringrose, nell'anno 1682, c'è il nome di "Chimbote", queste mappe sono a Londra presso il National Maritime Museun. Nel 1815, concede la proprietà di queste terre ai coloni di Martín Plaza Larrabeiti, vice commissario della Corona di Spagna; la popolazione a malapena superava il centinaio di unità.
I suoi abitanti erano impegnati soprattutto nella pesca artigianale e nel taglio del legno.

### Crescita commerciale e lo sviluppo
Nel 1871 ha inizio la crescita della città con la costruzione di una ferrovia verso Huallanca, progettata dall'ingegnere Enrique Meiggs. L'anno successivo Chimbote fu dichiarata porto maggiore, con un ufficio doganale e infrastrutture portuali.
Durante la spedizione Lynch, un episodio della guerra del Pacifico, l'azienda El Puente è occupata dall'esercito cileno.
Il 6 dicembre 1906 fu istituito il distretto di Chimbote. Negli anni 1930 fu costruita l'autostrada panamericana.

### Bonanza veloce
Nei primi anni del 1950, l'attività portuale si consolida con la creazione della Corporación Peruana del Santa, la costruzione della centrale idroelettrica Cañon del Pato e l'inizio dell'attività nel settore dell'acciaio.
Tuttavia, è solo nel 1960 che iniziò lo sfruttamento di massa, in gran parte su iniziativa di Luis Banchero Rossi. Tale crescita provocò anche l'arrivo di attività commerciali e dei servizi che hanno reso caotico il piano di crescita della città.

### Disastro del 1970
Il decennio vedrà il crollo dell'economia a causa di due fattori: la pesca eccessiva e l'inquinamento, prodotto del settore che ha esaurito i banchi della costa, e dei fattori climatici come il fenomeno del Niño. Sempre nel 1970, un grave terremoto ha ridotto in macerie gran parte delle infrastrutture e degli immobili in città, senza contare le numerose vittime a Chimbote e nei dintorni.

### Storia contemporanea
Negli ultimi anni sono stati fatti tentativi di recupero della baia e di ristrutturazione di alcuni edifici e luoghi pubblici.

## Geografia fisica

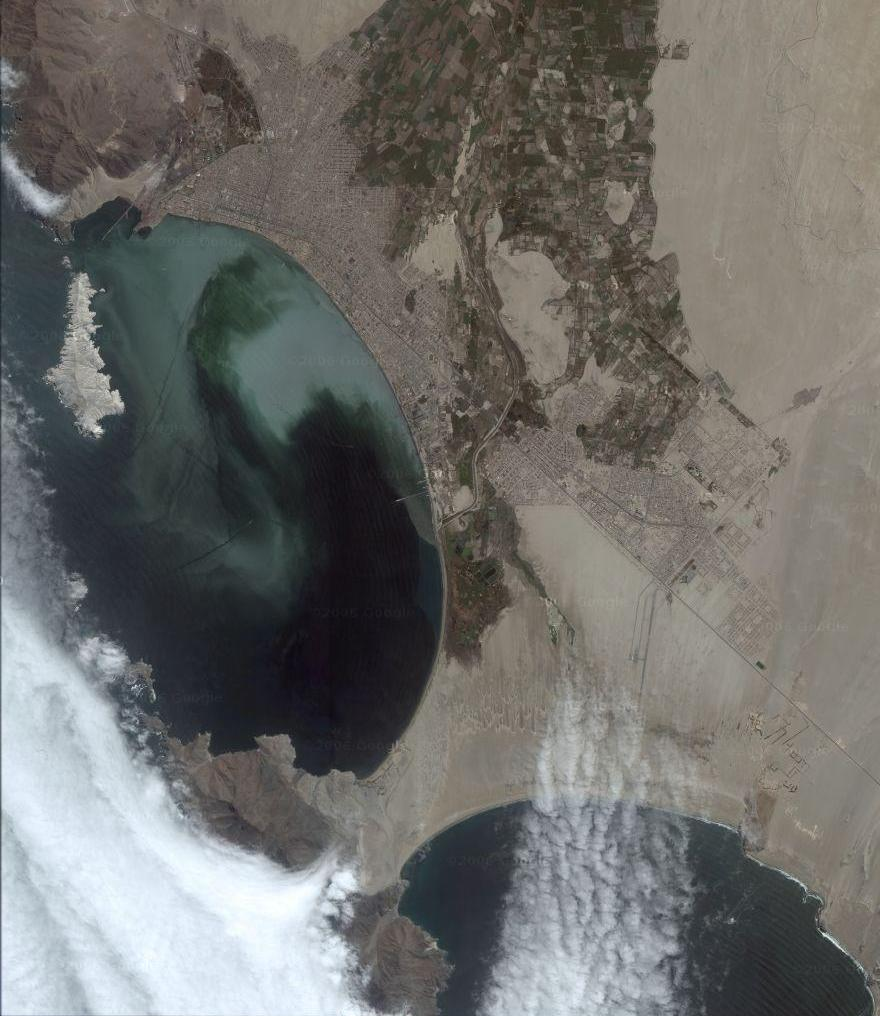
Foto in satellite della città di Chimbote.

La città è situata nella costa centro-settentrionale del Perù, nella parte nord-orientale della regione di Ancash, nella costa nord-orientale della Baia di Chimbote. È delimitata a nord dal Cerro de la Juventud e le dune e altri rilievi, e ad est attraverso la campagna e le zone umide drenate dal fiume Lacramarca.
Grazie alla sua posizione tropicale e alla presenza delle Ande, la costa peruviana, dove si trova Chimbote, ha un clima subtropicale desertico, quasi senza precipitazioni. La temperatura oscilla tra i 28 °C in estate e 13 °C in inverno. I venti sono costanti durante tutto l'anno, prevalentemente verso sud-ovest ad una velocità da 30 a 40 km/h.
Dalla città di Chimbote, nelle giornate limpide (maggio-novembre) è possibile vedere la montagna di Huascaran (nella Cordillera Blanca), in direzione est attraverso il passaggio di Pamparomás e Coñocranra (nella Cordillera Negra), verso nord-est. Entrambe le montagne sono le più alte delle loro rispettive catene montuose e lo Huascaran è il punto più alto del Perù.

### Estensione
Il suo ambiente naturale ha fatto che la città abbia un aspetto allungato (nel 2006 raggiungeva 10 km di lunghezza) e chiaramente diviso in due settori dal fiume Lacramarca: Chimbote a nord-ovest e Nuevo Chimbote a sud-est, composti da circa 70 quartieri noti come barrios e urbanizzazioni.
Nel settore nord-occidentale si trova il centro storico (il centro di Chimbote) e tre strade importanti: Avenida Pardo (fino a Nuevo Chimbote che ha come nome Avenida Pacifico), Avenida Enrique Meiggs parallelo e perpendicolare all'Avenida Galvez, che diventa l'autostrada panamericana a nord. In questa zona, che si trova all'interno della città di Chimbote, da un lato è la Plaza de Armas (piazza principale dalla città, la chiesa principale di San Carlo Borromeo, il Mercado Modelo, il vivaio e la maggior parte delle banche, e dall'altro lato, lo stadio Manuel Rivera Sánchez, il terminale di autobus più grande di tutto il nord peruviano e il parco industriale. I barrios e le urbanizzazioni sono situati più a nord (come Los Pinos, Laderas del Norte, 2 de Junio, San Pedro, ecc.), mentre i quartieri più vicino al fiume Lacramarca sono ex zone umide, come la Florida e Miraflores.
L'altro settore, Nuevo Chimbote, si è espanso in gran parte su terreno sabbioso. In questo settore ci sono l'Ospedale Regionale, Università Nazionale di Santa, le più importanti discoteche e i pub, la cattedrale della Madonna del Carmine e San Pietro che è stata inaugurata nell'agosto del 2007 e l'aeroporto Jaime Montreuil.
Fra Chimbote e Nuevo Chimbote, c'è la zona umida chiamata Villa Maria, grande estensione di canneti che sono l'habitat di uccelli migratori come aironi e svassi.

## Politica
Chimbote è capitale della provincia di Santa, una suddivisione della regione di Ancash. La sua area metropolitana è divisa tra i quartieri di Chimbote e Nuevo Chimbote.
È sede del governo provinciale e la Corte Superiore di Giustizia di Santa, nonché della Direzione di Sanità della Costa, istituita nel gennaio del 2005.

## Economia
Chimbote è conosciuta come un porto dedicato per il settore della pesca. La produzione di farina e olio di pesce avviene negli stabilimenti nella zona industriale di Chimbote, sita nella parte meridionale della baia. Le principali specie ittiche che si pescano sono le acciughe, il tonno e lo sgombro.
Un altro settore importante è l'industria siderurgica, che risponde alle attività minerarie nelle regioni interne della regione. È presente l'azienda di acciaio Siderperu, la società peruviana più grande del settore.
Chimbote è anche un centro commerciale di importanza regionale. Il commercio estero avviene per mare: si esportano i prodotti agricoli e industriali delle valli dei fiumi Santa e Nepeña verso i partner commerciali in Europa, America e Asia.

### Turismo
Il complesso archeologico di Cerro Sechin è situato sulla strada Casma-Huaraz a 5 km a nord-est di Casma. Si tratta di un centro cerimoniale costituito da 5 edifici, una galleria sotterranea e una piazza risalenti a circa 5000 anni fa.
Si può inoltre visitare il complesso archeologico di Moxeque e Chanquillo, alcuni siti archeologici come Aldas, Gavilan o Pañamarca.
Sono famose le spiagge di Tamborero, Tuquillo, Corralones, El Castillo, Canaco, Gramita, El Huaro, Tortugas e Caleta Colorada.

## Cultura
Il substrato della prima cultura chimbotana è stato quello di villaggi di pescatori della costa settentrionale, influenzato molto tempo fa da Moche e Chimu. Durante il boom dell'acciaio e della pesca, la grande immigrazione ha portato l'influenza di diversi modelli culturali di tutta la costa e delle Ande.
Importanti gli scrittori locali: per la fiction, Braulio Muñoz e Fernando Cueto; per la poesia, Denisse Vega Farfán, Ricardo Augusto Ayllón e Rubio Acosta; per la storia: Morales Italo e Oscar Colchado Lucio; per la cronaca Augusto Acosta Rubio.

## Trasporti e comunicazioni
A nord ci sono le città di Coishco, Santa e Trujillo - quest'ultimo a due ore di viaggio, e verso sud fino Nepeña, Casma, Huarmey, Pativilca e a Huacho e Lima ad una distanza di 6-7 ore. Il trasporto di passeggeri verso altre città avviene tramite autobus interagenzie, che operano dal terminal degli autobus. La città ha tre giornali locali: Diario de Chimbote, La Industria de Chimbote e Correo, nonché di quattro canali televisivi in chiaro, UCV satellitare Canale 57, Canale 31, Canale 13 e un canale cristiano "Bethel". Ci sono pure numerose stazioni radio, emittenti radiofoniche locali, fra cui RTCH (Radio Televisione Chimbote), RSD (Radio Santo Domingo), Ariana, Ancash, Nova.

## Amministrazione

### Gemellaggi
- Las Palmas de Gran Canaria, Spagna
- Belo Horizonte, Brasile
- Seattle, Stati Uniti
- Nantes, Francia
- Yokohama, Giappone
- Madrid, Spagna
- Buenos Aires, Argentina
- Jacksonville, Stati Uniti
- Palma di Maiorca, Spagna